# Peter II av Bourbon
Peter II av Bourbon, född 1438, död 1503, var regerande hertig av Bourbon och Auvergne och greve av Forez 1488-1503.